# Plútos
Plútos je v řecké mytologii bohem bohatství, syn bohyně Démétry a Íasióna, ochranného boha úrodného nitra země. Jiné verze však také uvádějí, že jeho otec byl král thessalský nebo arkadský.
Když se o Plútově narození dozvěděl nejvyšší bůh Zeus, bratr Démétry, který se však o ni předtím také ucházel, potrestal Íasióna bleskem a možná ho i uvěznil v podsvětí.
Plútos (jeho jméno znamená doslova „Bohatství“) byl poté v péči bohyně šťastné náhody Tyché a bohyně míru Eiréné. V jejich společnosti také nejčastěji a nejdéle pobývá. Některé mýty uvádějí, že prý může být slepý. Byl nejčastěji zobrazován jako malý chlapec, v jejich náruči.

## Obraz v umění
- Aristofanova filosoficko-utopická komedie Plútos (z r. 388 př. n. l.) ho líčí jako vyléčeného ze slepoty, kdy přestal rozdávat své dary slepě a dává dary a blahobyt poctivým lidem